# Stan Dragoti
Stanley Asllan Dragoti (ur. 4 października 1932 w Nowym Jorku, zm. 13 lipca 2018 w Los Angeles) – amerykański reżyser filmowy, pochodzenia albańskiego.

## Życiorys
Pochodził z ubogiej rodziny albańskiej, która w 1944 opuściła wieś Lekël k. Tepeleny, wyjechała z Albanii i osiedliła się na przedmieściach Nowego Jorku.
Stan Dragoti służył w marynarce wojennej Stanów Zjednoczonych, a następnie ukończył studia aktorskie w nowojorskim Cooper College, a w 1959 rozpoczął pracę w małej wytwórni filmowej, w której pracował jako reżyser filmów animowanych, a następnie awansował na stanowisko dyrektora artystycznego wytwórni.
Kolejnym etapem jego pracy była realizacja filmów reklamowych, na potrzeby stacji telewizyjnych. Zrealizował ich ponad 150, otrzymał za nie kilka nagród, w tym prestiżową nagrodę Złotego Jabłka.
Karierę reżysera filmów fabularnych rozpoczął w 1972, realizując obraz The Dirty Little Billy, z Michaelem Pollardem w roli głównej. Potem zrealizował jeszcze 6 filmów fabularnych.
W 1995 po raz pierwszy odwiedził ojczyznę swoich rodziców – Albanię, w tym rodzinną wieś Lekël. Z tej okazji telewizji albańska nakręciła film krótkometrażowy, poświęcony reżyserowi.
W 1970 poślubił aktorkę Cheryl Tiegs, z którą rozwiódł się w 1979.

## Filmy
- 1972: The Dirty Little Billy
- 1976: In Again Out Again
- 1979: Love at First Bite
- 1983: Mr Mom
- 1985: The Man with One Red Shoe
- 1989: She's Out of Control
- 1991: Necessary Roughness